# Marea Celtică
Marea Celtică este o mare ce aparține Oceanului Atlantic. Aceasta se află în sudul Irlandei și sud-vestul Marii Britanii. 

## Istorie
Denumirea de Marea Celtică a fost pentru prima dată propusă de Ernest William Lyons Holt în 1921.